# Hedenaesia
Hedenaesia là một chi rêu trong họ Brachytheciaceae.